# Seán Treacy (Politiker)
Seán Treacy (irisch Seán Ó Treasaigh; * 22. September 1923 in Clonmel, Co Tipperary; † 23. März 2018 ebenda) war ein irischer Politiker der Irish Labour Party und Vorsitzender (Ceann Comhairle) des Dáil Éireann, des Unterhauses des irischen Parlaments.

## Leben
Seán Treacy arbeitete in einer Fabrik der Schuh- und Stiefelindustrie. 1961 wurde er als Kandidat der Irish Labour Party erstmals in den Dáil Éireann gewählt. Dort vertrat er 36 Jahre lang bis 1997 die Interessen des Wahlkreises Tipperary South.
Nach der Wahl 1973 zum 19. Dáil Éireann wurde er am 14. März 1973 erstmals dessen Vorsitzender (Ceann Comhairle). Dieses Amt behielt er bis zum 25. Mai 1977. In dieser Funktion war er neben Senatspräsident (Cathaoirleach) James Dooge und dem Präsidenten des Obersten Gerichts, Thomas F. O’Higgins, zwei Mal während seiner Amtszeit und zwar vom 17. November (Tod von Erskine Hamilton Childers) bis zum 19. Dezember 1974 sowie vom 22. November (Rücktritt von Cearbhall Ó Dálaigh) bis zum 3. Dezember 1976 Mitglied der sogenannten Presidential Commission (Coimisiún na hUachtaránachta), die im Fall des vorzeitigen Ausscheidens eines Präsidenten bis zum Amtsantritt eines neuen Präsidenten die Amtsgeschäfte des Staatsoberhauptes führt.
Von 1981, als er für Eileen Desmond nachrückte, bis 1984 war Treacy Mitglied des Europäischen Parlaments.
Trotz des Verlusts von vier Mandaten wurde er nach der Wahl 1987 am 10. März 1987 erneut Vorsitzender des Dáil Éireann und übte dieses Amt diesmal zehn Jahre bis zum 26. Juni 1997 aus. 1997 schied er aus dem Dáil aus und übergab das Amt als Parlamentspräsident an seinen Parteifreund Séamus Pattison. Treacy war der bisher einzige Vorsitzende des Dáil Éireann, der dieses Amt zwei Mal innehatte.
Seán Treacy starb im März 2018 im Alter von 94 Jahren in seinem Geburtsort Clonmel. An der Trauerfeier für Treacy nahm neben weiteren führenden Politikern auch der irische Präsident Michael D. Higgins teil.